# Manicure francesa

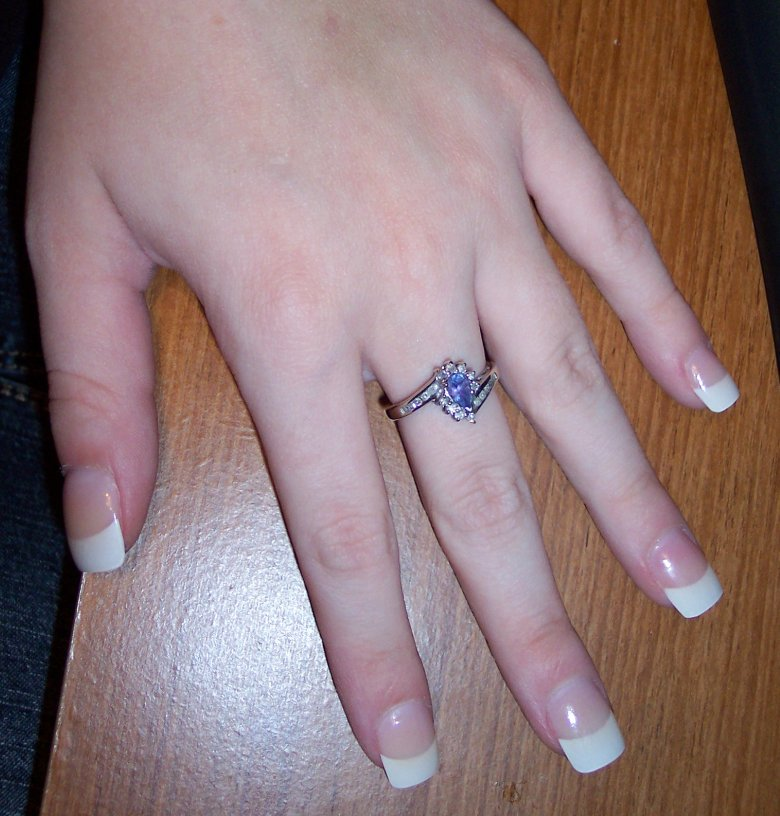
Exemplo de manicure francesa

Chama-se manicure francesa ao modo de pintar a unha que consiste numa base rosa natural e uma ponta branca. Este estilo de Nail Art é muito usado nos continentes europeu e americano, como modo de imitar a unha natural de aspecto saudável. Normalmente este tipo de pintura faz-se com verniz, embora se possa também fazer com gel. 